# Rhonda Sharp
Rhonda Dawn Sharp (nacida en 1953) es profesora adjunta de Economía en la Universidad de Australia Meridional y jefa del equipo de proyectos e investigadora principal del Instituto de Investigación Hawke y del Centro de Investigación de Estudios de Género de dicha universidad.
En 2007, Sharp fue asesora de la Reunión del Grupo de Expertos (EGM) de ONU Mujeres: Financiación para la igualdad de género y el empoderamiento de las mujeres, y de 2000 a 2001 fue presidenta de la Asociación Internacional de Economía Feminista (IAFFE).

## Educación
Rhonda Sharp se licenció en Economía (1975) y se diplomó en Educación (1976) por la Universidad de Nueva Inglaterra. Estudió en la Universidad de Queensland, donde obtuvo un máster en Economía en 1982. En 1997, Sharp se doctoró en la Universidad de Sídney.